# Joanka (powiat poznański)
Joanka – osada w Polsce położona w województwie wielkopolskim, w powiecie poznańskim, w gminie Dopiewo. Miejscowość wchodzi w skład sołectwa Trzcielin.
W latach 1975–1998 miejscowość administracyjnie należała do województwa poznańskiego.